# یوبرای
یوبرای (به فرانسوی: Ubraye) یک کمون در فرانسه است که در Canton of Annot واقع شده‌است.

## خصوصیات
یوبرای ۳۵٫۶۵ کیلومترمربع مساحت و ۱۰۵ نفر جمعیت دارد.